# Штутгартський університет
Штутгартський університет  (нім. Universität Stuttgart) — державний університет в місті Штутгарт, земля Баден-Вюртемберг, Німеччина, який користується міжнародним визнанням в галузі технічних та природничих дисциплін. Установа входить до об'єднання найпрестижніших технічних унверситетів Німеччини TU9.

## Факультети
- Факультет 1: архітектури та містобудування
- Факультет 2: будівельних і інженерних наук
- Факультет 3: хімії
- Факультет 4: гео- і біотехнологій
- Факультет 5: інформатики, електротехніки та інформаційних технологій
- Факультет 6: аерокосмічної промисловості і геодезії
- Факультет 7: машинобудування
- Факультет 8: математики і фізики
- Факультет 9: філософсько-історичний
- Факультет 10: менеджменту, економічних і соціальних наук

## Відомі особи
- Макс Ай
- Готтліб Даймлер
- Юнібальд Камм
- Карл Майбах
- Фредерік Тобен
- Ернст Гайнкель
- Фрідріх Карл Генкель[de]
- Горст Штермер